# معقوفة سلومرية
معقوفة سلومرية (الاسم العلمي:Falcatifolium sleumeri) هي نوع من النباتات تتبع جنس المعقوفة من الفصيلة المعلاقية.